# روبرت إس. غارنت (سياسي)
روبرت إس. غارنت هو محامي وسياسي أمريكي، ولد في 26 أبريل 1789، وتوفي في 15 أغسطس 1840. نشط حزبياً في الحزب الديمقراطي. وقد انتخب عضو مجلس نواب الولايات المتحدة عن ولاية فرجينيا ‏ وانتخب عضو مجلس النواب الأمريكي ‏.